# Raphidascaris
Raphidascaris är ett släkte av rundmaskar. Raphidascaris ingår i familjen Anisakidae.